# ジェニングス郡 (インディアナ州)
ジェニングス郡（英: Jennings County）は、アメリカ合衆国インディアナ州の南東部に位置する郡である。2010年国勢調査での人口は28,525人であり、2000年の27,554人から3.5％増加した。郡庁所在地はバーノン町（人口318人）であり、同郡で人口最大の都市はノースバーノン市（人口6,728人）である。

## 歴史
ジェニングス郡は1817年に設立された。郡名はジェニングス郡が設立された時のインディアナ州初代知事であり、インディアナ州議会議員を9期務めたジョナサン・ジェニングスに因んで名付けられた。

## 地理
アメリカ合衆国国勢調査局に拠れば、郡域全面積は378.34平方マイル (979.9 km2)であり、このうち陸地376.58平方マイル (975.3 km2)、水域は1.76平方マイル (4.6 km2)で水域率は0.47％である。
田園部にあり、土地の大半は個人の農場と森林である。法人化された町は郡庁所在地のバーノン町とノースバーノン市の2つのみである。どちらも都市の標準から見れば小さく未開発である。地元民は隣接する郡での買い物を好んでいる。州都インディアナポリス市、オハイオ州のシンシナティ市、ケンタッキー州のルイビル市が作る三角形の中央に位置し、何れの都市にも車で1.25時間の距離にある。
郡内ノースバーノンの郊外にはマスカタタック都市訓練センターがあり、国内安全保障などの目的で様々なシナリオに基づく訓練が行われている。

### 主要高規格道路
出典:  National Atlas,アメリカ合衆国国勢調査局
- アメリカ国道50号線
- インディアナ州道3号線
- インディアナ州道7号線
- インディアナ州道250号線

### 隣接する郡
- ディケーター郡 - 北
- リプリー郡 - 東
- ジェファーソン郡 - 南東
- スコット郡 - 南
- ジャクソン郡 - 西
- バーソロミュー郡 - 北西

### 国立保護地域
- ビッグオークス国立野生生物保護区（部分）
- マスカタタック国立野生生物保護区（部分）

## 気候と気象
近年、郡庁所在地であるバーノン町の平均気温は1月の22°F (-6 ℃) から7月の86°F (30 ℃) まで変化している。過去最低気温は1977年1月に記録された-24°F (-31 ℃) であり、過去最高気温は1954年7月に記録された105°F (41 ℃) である。月間降水量は2月の2.71インチ (69 mm) から5月の4.72インチ (120 mm) まで変化している。

## 郡政府
郡政府は憲法による政体であり、インディアナ州憲法とインディアナ州法典によって特別の権力を認められている。

### 郡政委員会
郡政委員会は郡政府の立法府であり、郡の歳出や歳入を管理している。委員は郡内の選挙区から選出され、任期は4年間である。給与、年間予算、特別支出を設定する責任がある。郡レベルで所得税や資産税、消費税、サービス税を課する限定付き権限があるが、所得税と資産税は州の承認を要する。

### 行政委員会
行政委員会は郡政府の行政府である。委員は郡全体を選挙区に選出され、任期は4年間で2年毎に半数が改選される。委員の一人、通常は最も経験のある者が議長になる。行政委員会は郡政委員会が決めた法を実行し、税金を集め、郡政府の日々の機能を管理する責任がある。

### 郡裁判所
郡は幾らかの民事訴訟を扱うことのできる小規模裁判所を維持している。判事は4年間任期で選出され、インディアナ州法廷弁護士協会の会員でなければならない。判事を補助するのがコンスタブルと呼ばれる法執行官であり、やはり4年間任期で選出される。特定の事件における判決に対しては、州レベルの巡回裁判所に控訴できる。

### 郡政府役人
上記以外に、保安官、検視官、監査官、財務官、登記官、測量師および巡回裁判所事務官が選挙で選ばれている。任期は4年間であり、郡政府の異なる部門を監督している。郡政府に選ばれる役人は支持政党を公にすることが求めら、また郡の住人でなければならない。
ジェニングス郡はアメリカ合衆国下院議員インディアナ州第9選挙区に属し、2012年時点では共和党議員を選出している。インディアナ州議会上院では第43および第45選挙区に属しており、下院では第66および第69選挙区に属している。

## 人口動態
以下は2000年の国勢調査による人口統計データである。
| 基礎データ - 人口: 27,554人 - 世帯数: 10,134 世帯 - 家族数: 7,600 家族 - 人口密度: 28人/km2（73人/mi2） - 住居数: 11,469軒 - 住居密度: 12軒/km2（30軒/mi2） 人種別人口構成 - 白人: 97.45% - アフリカン・アメリカン: 0.75% - ネイティブ・アメリカン: 0.21% - アジア人: 0.26% - その他の人種: 0.21% - 混血: 1.11% - ヒスパニック・ラテン系: 0.70% 先祖による構成 - アメリカ人：32.1％ - ドイツ系：24.7％ - イギリス系：10.9％ - アイルランド系：10.0％ | 年齢別人口構成 - 18歳未満: 27.7% - 18-24歳: 8.2% - 25-44歳: 30.4% - 45-64歳: 23.0% - 65歳以上: 10.7% - 年齢の中央値: 35歳 - 性比（女性100人あたり男性の人口） - 総人口: 98.8 - 18歳以上: 96.9 世帯と家族（対世帯数） - 18歳未満の子供がいる: 36.4% - 結婚・同居している夫婦: 60.7% - 未婚・離婚・死別女性が世帯主: 9.5% - 非家族世帯: 25.0% - 単身世帯: 20.6% - 65歳以上の老人1人暮らし: 8.2% - 平均構成人数 - 世帯: 2.67人 - 家族: 3.07人 収入と家計 - 収入の中央値 - 世帯: 39,402米ドル - 家族: 42,519米ドル - 性別 - 男性: 30,377米ドル - 女性: 21,023米ドル - 人口1人あたり収入: 17,059米ドル - 貧困線以下 - 対人口: 9.2% - 対家族数: 6.0% - 18歳未満: 10.0% - 65歳以上: 11.8% |

## 郡区
ジェニングス郡は下記11の郡区に分割されている。
| - ビッガー - キャンベル - センター - コロンビア | - ジェネバ - ラベット - マリオン - モンゴメリー | - サンドクリーク - スペンサー - バーノン |

## 都市と町
- ノースバーノン
- バーノン - 郡庁所在地

### 未編入の町
| - ヘイデン - バトラービル - ネブラスカ - ジーナス | - ブリュワーズビル - ラベット - コミスキー - クィーンズビル | - パリスクロッシング - パリス - サンジャシント - シピオ |